# سیو، کوهستان
سیو (به انگلیسی: Seo) یک منطقهٔ مسکونی در پاکستان است که در خیبر پختونخوا واقع شده‌است.